# جان روتهرفورد
جان روتهرفورد (به انگلیسی: John Rutherfurd) سناتور سابق عضو حزب فدرالیست (آمریکا) بود. وی در سال ۱۷۹۱ تا ۱۷۹۸ میلادی سناتور ایالت نیوجرسی در سنای ایالات متحده آمریکا بود.